# Mr. Perfectly Fine
«Mr. Perfectly Fine» (с англ. — «Мистер «Всё прекрасно»») — песня американской певицы Тейлор Свифт, вышедшая 7 апреля 2021 года на лейбле Republic Records в качестве второго промо-сингла её первого перезаписанного студийного альбома Fearless (Taylor’s Version). Она была записана с ноября 2020 года по январь 2021 года при продюсировании Свифт и Джека Антоноффа. Лирически «Mr. Perfectly Fine» — это песня, описывающая бурные чувства, которые испытывает рассказчик после разрыва романтических отношений, с использованием обширной антономасии и игры слов. В музыкальном плане это бодрая мелодия в стиле кантри-поп с элементами рока и энергичными гитарами и басом. Песня получила одобрение критиков, многие сочли её классической песней Свифт и похвалили её остроумный лиризм и ностальгическую тему расставания.
Песня «Mr. Perfectly Fine» была неожиданно выпущена в качестве второго промо-сингла с альбома Fearless (Taylor’s Version) 7 апреля 2021 года лейблом Republic Records. Песня была выпущена как один из шести треков «From the Vault» которые были написаны в 2008 году для оригинального альбома, но отбракованы до его выхода. Песня «Mr. Perfectly Fine» заняла 30-е место в Billboard Hot 100, 11-е место в Rolling Stone Top 100, и 2-е место в чарте Hot Country Songs, став третьим подряд треком из Fearless (Taylor’s Version), попавшим в топ-10. Песня также возглавила чарты Billboard Country Digital Song Sales и Streaming Songs, став в них 17-м и 5-м чарттоппером Свифт, соответственно. Песня также попала в топ-30 чартов в Австралии, Канаде, Ирландии, Новой Зеландии, Сингапуре и Великобритании. Её выпуск сопровождался выпуском лирик-видео на канале Свифт на YouTube, который к концу 2021 года собрал более 24 миллионов просмотров.

## История
11 февраля 2021 года, после спора о правах на авторские права на мастер-записи её первых шести студийных альбомов, Тейлор Свифт объявила, что первый из её перезаписанных альбомов, Fearless (Taylor’s Version), перезапись альбома Свифт Fearless 2008 года, выйдет 9 апреля 2021 года. Одновременно с объявлением Свифт сообщила, что выпустит шесть песен, названных «из хранилища», которые не вошли в альбом 2008 года. Свифт объяснила несколько причин отказа от треков из хранилища, включая нежелание включать в альбом слишком много песен в стиле «расставание» или «даунтемпо», а также из-за ограничения по количеству песен, которые могли поместиться на компакт-диски (CD) в 2008 году. В своём анонсе альбома Свифт написала: «Я решила, что хочу, чтобы у вас была вся история. Увидеть всю яркую картину и впустить вас во весь этот сказочный пейзаж, которым является мой альбом Fearless».
«Mr. Perfectly Fine» изначально была написана Свифт в 2008 году, но не вошла во второй студийный альбом Fearless. 2 апреля Свифт выложила на своих аккаунтах в социальных сетях загадочное видео с золотистым оттенком, на котором изображен свод, выпускающий из себя зашифрованные слова. Поклонники и новостные издания расшифровали зашифрованные буквы, чтобы узнать названия треков из хранилища. На следующий день Свифт выложила официальный трек-лист на своих аккаунтах в социальных сетях, включая названия оставшихся треков «from the Vault» («из хранилища»), включая «Mr. Perfectly Fine».
7 апреля Свифт неожиданно выпустила песню «Mr. Perfectly Fine» вместе с лирическим видео. В видео текст песни появляется над мужчиной в смокинге, окутанным туманом. По состоянию на август 2021 года видео набрало более 18,7 миллионов просмотров. «Mr. Perfectly Fine» также была включена в Fearless (Taylor’s Version): The Halfway Out the Door Chapter и Fearless (Taylor’s Version): The From the Vault Chapter, стриминговые сборники, выпущенные Свифт 13 мая 2021 года и 26 мая 2021 года соответственно, каждый из которых включает пять других песен из Fearless (Taylor’s Version).
16 июня 2023 года Свифт исполнила песню «Mr. Perfectly Fine» в качестве «песни-сюрприза» на стадионе «Экрисюр Стэдиум» в Питтсбурге в рамках тура Eras Tour.

## Композиция
«Mr. Perfectly Fine» среднетемповая, акустическая кантри-поп песня с элементами рок-музыки и рок-н-ролла. Она длится четыре минуты 38 секунд. В музыкальном плане песня написана в тональности ре мажор с темпом 136 ударов в минуту. Вокал Свифт варьируется от G♯3 до D5. С лирической точки зрения Свифт с помощью игры слов описывает бурные чувства, связанные с расставанием, по сравнению со своим «совершенно прекрасным» отлученным возлюбленным. В первом куплете вспоминаются, казалось бы, идеальные отношения, повествуется о «мужчине, который говорит все правильные вещи в нужное время», а затем начинается припев, в котором описываются бурные эмоции, с которыми столкнулась Свифт, в то время как объект остается непоколебимым и беззаботным. Несколько средств массовой информации и фанаты отметили, что текст песни «Mr. Perfectly Fine», напоминает лирику «So casually cruel in the name of being honest (Так небрежно жесток во имя честности)» в песне Свифт «All Too Well» из альбома Red (2012). В средствах массовой информации также было много спекуляций относительно того, о ком шла речь в песне «Mr. Perfectly Fine», многие комментаторы предполагали, что речь идет о певце и актёре Джо Джонасе, который встречался со Свифт с июля по октябрь 2008 года до выхода альбома Fearless.

## Отзывы
Песня получила положительные отзывы музыкальной критики и интернет-изданий. Зои Хейлок Vulture написал, что «Mr. Perfectly Fine» вызывает воспоминания о «вашем сердечном горе в старшей школе», с «классическим бриджем Свифт и финальным парящим припевом». Хейлок назвал песню «капсулой времени 2008 года» и похвалил её «волшебство и любопытство», напоминая оригинальную «Fearless». Точно так же Мэдлин Кроун из American Songwriter приветствовала сотрудничество с Джеком Антоноффом как «вдохновение [вдох] жизни в новую классику» и напомнила примеры её кантри-попа. Кроун высказала мнение, что «Mr. Perfectly Fine» отражает мастерство, проложившее путь к утонченности её инди-фолк-пластинки Folklore и альбома альтернативного рока Evermore (оба из 2020 года).
Клэр Шаффер из журнала Rolling Stone отметила «умную игру слов» Свифт, подчеркнув суть песни: «Привет, мистер „Всё прекрасно“ / Как твоё сердце после того, как разбил моё? / Мистер всегда в нужном месте в нужное время». Шаффер также описала жанр песни как «классический свифт-микс, сочетающий кантри и поп с добавлением рок-граней». Точно так же Джесс Коэн из издания E! News отметил лирику, написав, что «[тексты] не разочаровывают». Гил Кауфман из журнала Billboard описал эту песню как «жемчужину», «мечтательность» и «классический рассказ Тейлор о романтических горестях эпохи Fearless».
Дани Блюм в своей рецензии Fearless (Taylor’s Version) для Pitchfork отметил «Mr. Perfectly Fine» как на «восхитительный» и самый важный момент среди треков Vault.
Журнал Billboard включил «Mr. Perfectly Fine» в свой список 50 лучших песен года (на тот момент) на 46-м месте, а критики из журнала аплодировали текстам и описывали песню как «винтажную Тейлор Свифт, которая все ещё свежа в 2021 году».

## Награды и номинации
| Год  | Организация                        | Награда                          | Результат | Ссылка |
| ---- | ---------------------------------- | -------------------------------- | --------- | ------ |
| 2022 | RTHK International Pop Poll Awards | Top Ten International Gold Songs | Победа    | [ 27 ] |

## Коммерческий успех
«Mr. Perfectly Fine» дебютировал на первом месте в чарте Billboard Country Digital Song Sales в дату с 17 апреля 2021 года, став для Свифт её 17-м чарттоппером. Он сместил с вершины её же сингл «You All Over Me».
В кантри-чарте Hot Country Songs 24 апреля 2021 года сингл достиг второго места, и он стал 26-м хитом Свифт в лучшей десятке top-10. Также он стал № 1 в стриминговом кантри-чарте Country Streaming Songs (пятый лидер Свифт этого чарта).
В основном хит-параде Billboard Hot 100 24 апреля 2021 года сингл поднялся с 90 на 30-е место и стал 80-м хитом Свифт в лучшей «сороковке» top-40, что стало рекордом для женщин. Больше только у трёх мужчин: это Drake (119), Lil Wayne (84) и Элвис Пресли (81, с августа 1958 года). Кроме того, эта и ещё пять песен из нового альбома Свифт (отмечены как «from the Vault») увеличили общее количество хитов в Hot 100 у Свифт до 136, что увеличило её же рекорд среди женщин.

## Участники записи
По данным сервиса Tidal.
- Тейлор Свифт — вокал, автор, продюсер
- Джек Антонофф — продюсер, акустическая гитара, бас, электрогитара, клавишные, перкуссия, программирование, звукозапись, синтезатор
- Майки Фридом Харт — 12-струнная акустическая гитара, электрогитара, гитара, педальная гитара
- Шон Хатчинсон — ударные
- Майкл Риддлбергер — перкуссия
- Эван Смит — саксофоны, синтезатор
- Рэнди Меррилл — мастеринг
- Сербан Генеа — микширование
- Джон Ханес — звукозапись
- Лаура Сиск — звукозапись
- Джон Руни — помощник по звукозаписи
- Джон Шер — помощник по звукозаписи
- Кристофер Роу — звукозапись вокала

## Чарты
| Чарт (2021)                                | Высшая позиция |
| ------------------------------------------ | -------------- |
| Австралия (ARIA)                           | 19             |
| Бельгия/Фландрия (Ultratip)                | 24             |
| Канада (Billboard Canadian Hot 100)        | 23             |
| Мир (Billboard Global 200)                 | 19             |
| Ирландия (IRMA)                            | 15             |
| Новая Зеландия (RMNZ)                      | 25             |
| Португалия (AFP)                           | 143            |
| Сингапур (RIAS)                            | 11             |
| Швеция (Heatseeker, Sverigetopplistan)     | 7              |
| Великобритания (UK Singles Chart)          | 30             |
| США (Billboard Hot 100)                    | 30             |
| США (Billboard Hot Country Songs)          | 2              |
| США (Billboard Country Digital Song Sales) | 1              |
| США (Billboard Country Streaming Songs)    | 1              |
| США (Rolling Stone Top 100)                | 11             |

| Чарт (2021)                        | Позиция |
| ---------------------------------- | ------- |
| США (Hot Country Songs, Billboard) | 86      |

## История релиза
| Регион | Дата        | Формат                     | Лейбл    | Ссылка |
| ------ | ----------- | -------------------------- | -------- | ------ |
| Мир    | апреля 2021 | Цифровые загрузки стриминг | Republic | [ 33 ] |